# Шизоид (фильм)
«Шизоид» (англ. Schizoid) — триллер 1980 года. Второе название — «Убийство по почте» (англ. Murder by Mail). Из-за присутствия в нём сцен насилия фильм получил рейтинг R

## Сюжет
Журналистка Джули получает по почте анонимные письма с угрозами застрелить её. Одновременно с этим некто начинает убивать женщин из психологического кружка коллективной терапии, который она посещает. Близкие Джули убеждают, что между этими происшествиями нет связи, и письма — всего лишь чья-то неудачная шутка. Однако женщина начинает подозревать их всех: своего психолога Питера, который вступал в интимную связь со всеми убитыми; Элисон, дочь Питера, которая обнаружила, что между её отцом и Джули начался роман; бывшего мужа Дуга, который не хотел, чтобы они разводились, и других.

## В ролях
- Ричард Херд — Донахью
- Марианна Хилл — Джули
- Клаус Кински — Питер Фальс
- Крейг Уоссон — Дуг
- Кристофер Ллойд — Гилберт
- Донна Уилкс — Элисон Фальс